# Calutrón

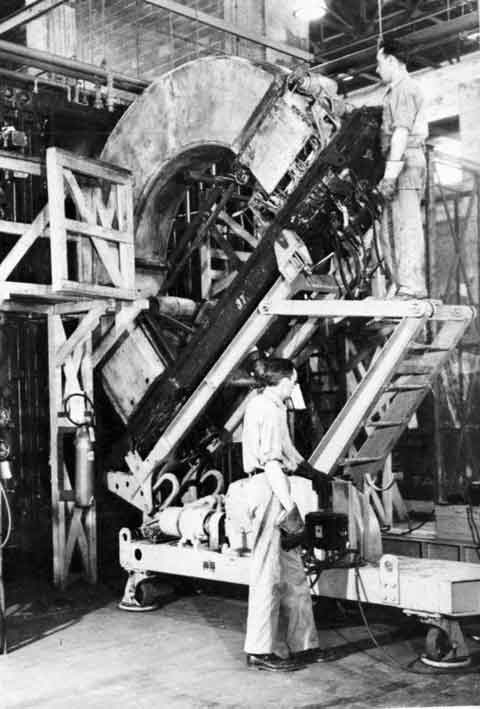
Un tanque calutrón Alpha retirado del imán para la recuperación de uranio-235.

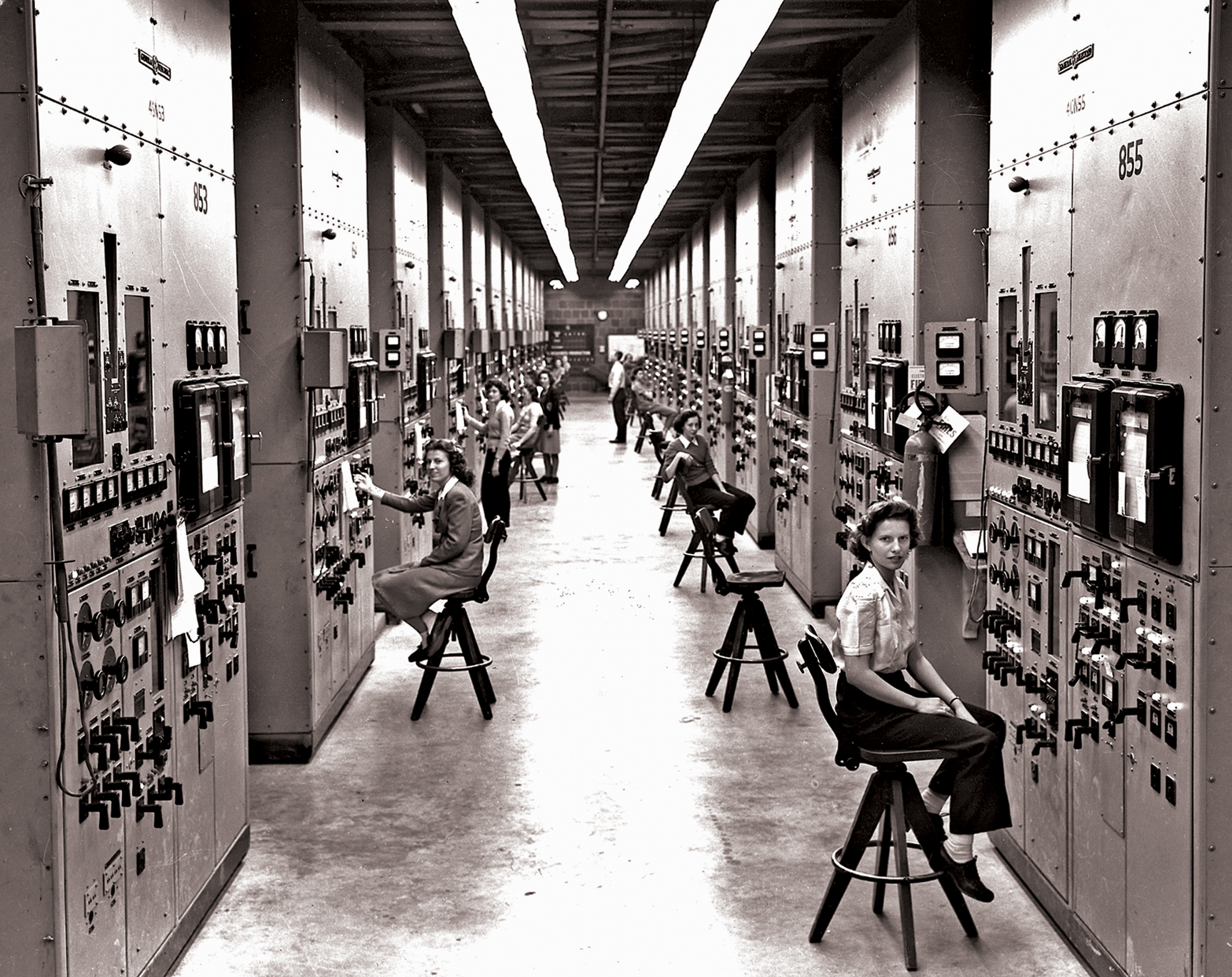
Paneles y operadores de control para los calutrones en la planta de Oak Ridge Y-12. Durante el Proyecto Manhattan los operadores, sobre todo mujeres, trabajaron en los cambios que cubrían 24 horas al día. Gladys Owens, mujer que está sentada más cerca a la derecha, era inconsciente del propósito y de la consecuencia de su trabajo hasta ver su foto durante una visita pública a las instalaciones casi 60 años más tarde.

Un calutrón es un espectrómetro de masa usado para separar los isótopos de uranio, desarrollado por Ernest Lawrence durante el Proyecto Manhattan y es similar al ciclotrón inventado por el mismo Lawrence. Su nombre es una concatenación de Cal. U.-tron, en homenaje a la Universidad de California. Los pusieron en operación para el enriquecimiento de uranio a escala industrial en la planta de Oak Ridge, Tennessee Y-12 establecida durante la Segunda Guerra Mundial para obtener uranio para fabricar la bomba atómica Little Boy, que fue arrojada en Hiroshima en 1945.

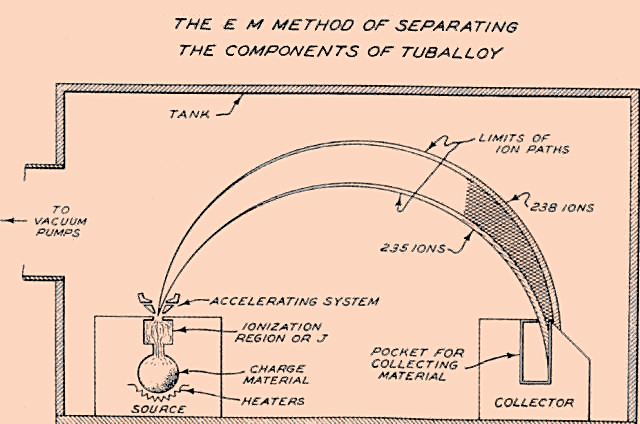
Diagrama de la separación de uranio del isótopo en el calutrón.

En un espectrómetro de masa, una cantidad vaporizada de una muestra se bombardea con electrones de alta energía que los convierte en iones positivamente cargados, que luego son acelerados y desviados por campos magnéticos, para chocar con una placa, produciendo una corriente eléctrica mensurable. La masa de los iones se puede calcular según la intensidad del campo (conocida) y la carga de los iones.
Para maximizar la separación y el uso del gran electroimán requerido, los calutrones múltiples fueron colocados alrededor del imán en un óvalo masivo, que se pareció a un autódromo. Fueron creados dos tipos de calutrones, conocidos como alfa y beta, pues la tecnología fue mejorada. La separación magnética fue abandonada más tarde a favor del método más complicado, pero más eficaz, de difusión gaseosa. Debido a la escasez de cobre durante la Segunda Guerra Mundial, los electroimanes fueron hechos con miles de toneladas de plata prestadas por el Departamento del Tesoro de los Estados Unidos.
Después de la Guerra del Golfo en 1990, la CENU determino que Irak había estado persiguiendo un programa de calutrón para enriquecer el uranio.